# Zärtlich ist die Nacht (Film)
Zärtlich ist die Nacht ist ein Hollywoodfilm aus dem Jahr 1962 des damals 75-jährigen Regie-Veterans Henry King, der hiermit seine letzte Inszenierung ablieferte. In den Hauptrollen sind Jennifer Jones, Jason Robards und Joan Fontaine zu sehen. Die Geschichte basiert auf der gleichnamigen Romanvorlage von F. Scott Fitzgerald.

## Handlung
In den 1920er Jahren, irgendwo an einem edlen Sonnenfleckchen in Südfrankreich, an der Côte d’Azur: Die Welt der Schönen und Reichen, der Gelangweilten und Gesellschaftssnobs hat sich hier eingefunden, um sich auf besonders hohem Geld-Niveau gegenseitig anzuöden. Unter ihnen befinden sich auch der amerikanische Psychiater Dr. Richard „Dick“ Diver und seine labile Frau Nicole, eine Landsmännin. Einst war sie in einem Klinikum in der Schweiz seine millionenschwere Patientin, nun ist sie seine millionenschwere Gattin. Durch diese Eheschließung gelang Dick der Aufstieg in die soziale Upper Class Amerikas, eine fremde Welt, die den intelligenten Mann zunächst sehr fasziniert.
Man lebt vor sich hin, verbringt den Sommer am Meer, mit Ausflügen und auf Partys mit immer denselben Jet-Set-Gästen und immer denselben Gesprächsthemen. Abwechslung bringt allenfalls ein neues „Mitglied“ im abgeschotteten Club der Betuchten, diesmal in Gestalt der hübschen blutjungen Rosemary Hoyt. Während einer dieser Partys muss Nicole mit ansehen, wie ihr Gatte mehr Interesse an jener Nachwuchsmimin mit Filmambitionen zeigt, als es einem verheirateten Mann eigentlich zusteht. Nicole, von Natur her eh schon reichlich seelisch instabil, reagiert darauf mit beträchtlicher Eifersucht, die in einen Rückfall in die alte Psychose mündet.

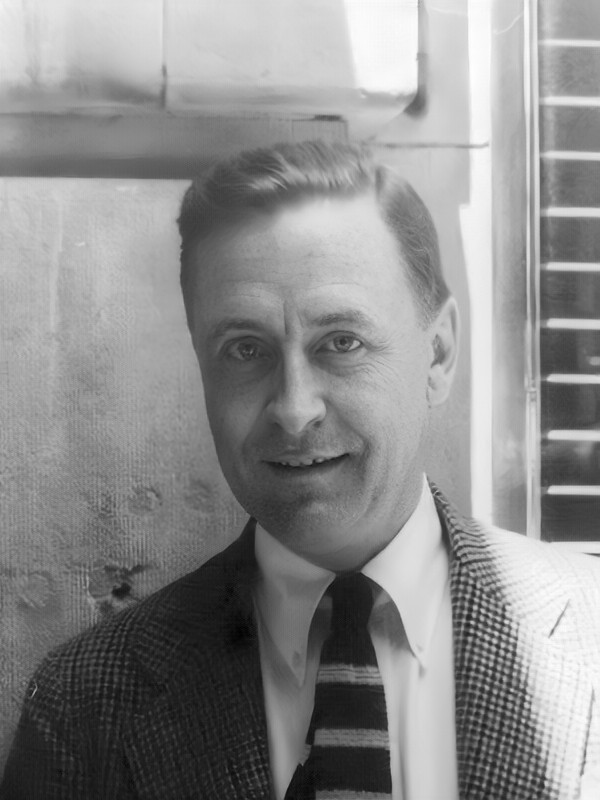
F. Scott Fitzgerald (1937), der Autor der Vorlage

In Rückblenden wird anschließend erzählt, wie sich Dick und Nicole, damals noch mit Nachnamen Warren, einst kennenlernten. Dicks alter Freund und beruflicher Mentor Dr. Dohmler erkannte recht bald, wie problematisch Nicoles Wesen ist, und warnte seinen Schützling Diver eindringlich davor, diese Frau heiraten zu wollen, da selbige rasch seine Karriere ruinieren könne. Tatsächlich erforderte Nicole nach dem Tausch der Ringe fortan all seine Aufmerksamkeit, und so manches Mal trug Dick schwer an der Last, all die Spinnereien und Verrücktheiten, die Nicole ausmachen, stoisch zu ertragen. Darunter litt vor allem seine Arbeit.
Bald musste Dick erkennen, dass er diese Art Leben nicht weiterführen wollte und kann. Die Fokussierung auf die Grillen der anstrengenden Gattin und die Oberflächlichkeit dieses Lebens in Luxus machten ihn schließlich innerlich mürbe und ließen Dick immer häufiger zur Flasche greifen. Seine Wiederbegegnung mit Rosemary, die er seiner Frau zuliebe einst links liegen ließ, verläuft für Diver sehr ernüchternd. Sein Geschäftspartner Dr. Gregorovious rät ihm, sich aus beider Klinikbetrieb zurückzuziehen. Mit Dicks Niedergang geht Nicoles allmähliche Genesung einher. Während der Psychiater den Anschluss an sein eigentliches Leben, seinen Beruf, verliert, scheint Nicole bald vollkommen geheilt. Sie beginnt eine Liebesbeziehung mit dem Söldner Tommy Barban, macht diesen zu ihrem Toyboy und verlangt von Dick die Scheidung. Zutiefst desillusioniert und am Boden zerstört kehrt Dick Diver in die USA zurück.

## Produktionsnotizen
Zärtlich ist die Nacht entstand in Frankreich, Italien und der Schweiz. Die Uraufführung fand am 19. Januar 1962 statt, die deutsche Erstaufführung am 23. Februar desselben Jahres. In Österreich lief der aufwendige Streifen am 21. April 1962 an.
Die Filmbauten entwarfen Jack Martin Smith und Malcolm Brown, die Ausstattung oblag Walter M. Scott. Das Titellied, Musik von Sammy Fain, Text von Paul Francis Webster, wurde für einen Oscar nominiert.

## Kritik
„Scott Fitzgerald, literarisch hochtalentierter Playboy im Amerika der ‚roaring twenties‘ und der ‚verlorenen Generation‘, der eleganteste und wohl zugleich tieftraurigste Schriftsteller jener Jahre, nennt sein Werk, das diesem Film zugrunde liegt und dessen subtil-ironischen Titel er einem Gedicht von Keats entlehnte, einen ‚Roman der Verelendung‘. Erzählt wird die Geschichte des jungen Psychiaters Dick Diver, der eine millionenschwere Patientin heiratet, so eindringt in die Welt der Upper Ten, zunächst von ihr fasziniert, doch dann zermürbt ist und wieder ausgespuckt wird. Liest sich das, trotz der nicht ganz klischeefreien Story, bei Scott Fitzgerald wie ein Prosafilm über jenes Phänomen der Stagnation, das heute die Domäne eines Antonioni ist, so hat Regisseur Henry King Liebhaber teurer Themen und prunkvoller Inszenierungen … Scott Fitzgeralds Intentionen ins Gegenteil verkehrt. Er hält es handfest mit der im Detail anfechtbaren Story und spielt sie melodramatisch hoch […] Schönheit und Verfall, das, worum es im Roman geht, wird von King mit reichlichem Whiskykonsum und den Modellkleidern des Pariser Couturiers Balmain abgetan.“

„Amerikas Sänger vom Elend des Wohllebens, Scott Fitzgerald, zeichnete die Handlung zu diesem Film in seinem 1934 veröffentlichten, gleichnamigen Roman auf: Ein trinkfreudiger Psychiater (Jason Robards jr.) gerät durch Verehelichung mit einer Millionenerbin (Jennifer Jones) in die Welt der Upper Ten, die ihn zunächst fasziniert, dann zermürbt und schließlich wieder ausstößt. Regisseur Henry King, Liebhaber teurer Themen und prunkvoller Dekorationen (‚Alle Herrlichkeit auf Erden‘), nahm sich dieser amerikanischen Tragödie um einiges zu aufwendig an. Fitzgeralds subtiles Haßliebeslied auf die Gesellschaft der zwanziger Jahre wirkt auf der Leinwand wie das Wehklagen von Leuten, denen der Arzt verordnet hat, das Whisky-Trinken einzuschränken.“

„Zwischen beschaulichen Ansichten der Riviera und den Schweizer Bergen läuft die bittersüße Liebes- und Ehegeschichte eines Psychiaters ab, der hoffnungsvoll eine reiche Patientin heiratet, um sie nach auswegloser Krise (er sinkt zum trunksüchtigen Playboy ab) wieder zu verlieren. Der fotogen inszenierte pseudotragische Schicksalsroman beruft sich auf den amerikanischen Schriftsteller Fitzgerald (1896–1940).“

Paimann’s Filmlisten resümierte: „Eine Fabel, die durch ihren Detailreichtum zu gedehnt und unklar durch das ungenügend gekennzeichnete Ende [ist]. Gespielt wird eindringlich … die Umweltzeichnung (20er-Jahre) ist charakteristisch.“

„Schwerfällige, wenig schmackhafte Version von F. Scott Fitzgeralds Roman mit Jones als mental instabile Gattin von Psychiater Robards.“

„Uneinheitliche, leidlich literarische Umsetzung eines offenkundig unverfilmbaren Romans über geradezu herausfordernde unwirkliche Menschen, die man heute dem Jet-Set zuordnen würde. Etwa die Hälfte des Ergebnisses ist im oberflächlichen Sinne unterhaltsam.“